# 195 Broadway
Le 195 Broadway, également connu sous le nom de Telephone Building, Telegraph Building ou Western Union Building, est un bâtiment de 29 étages à Broadway dans le quartier financier de Manhattan, à New York. C'était le siège de longue date d'AT&T ainsi que de Western Union. Il occupe tout le côté ouest de Broadway de Dey Street à Fulton Street. 

## Histoire
Le site était auparavant occupé par le Western Union Telegraph Building. Le gratte-ciel actuel, commandé après l'acquisition par AT&T de Western Union en 1909, a été construit de 1912 à 1916 sous la direction de Theodore Newton Vail, sur des plans de William W. Bosworth. Il a été le site d'une extrémité du premier appel téléphonique transcontinental, le premier appel intervilles Picturephone, et le premier appel téléphonique transatlantique. Bien que le siège social d'AT&T ait déménagé au 550 Madison Avenue en 1984, le 195 Broadway est toujours utilisé comme immeuble de bureaux en 2020.

## Description
La conception de Bosworth a été fortement influencée par la Grèce : bien que la façade soit en granit blanc du Vermont, elle présente des couches de colonnes de granit gris de style dorique et ionique, ainsi que diverses ornements d'inspiration grecque. Le coin nord-ouest du bâtiment a été conçu comme un campanile avec un toit en escalier, qui soutenait autrefois la statue de l'Esprit de communication. La conception grecque a pénétré dans le grand hall, revêtu de murs et de sols en marbre, et contenant des ornements sculpturaux de Paul Manship et Gaston Lachaise. Les espaces extérieurs et intérieurs du premier étage ont été désignés points de repère de la ville par la Commission de préservation des monuments de New York en 2006. 

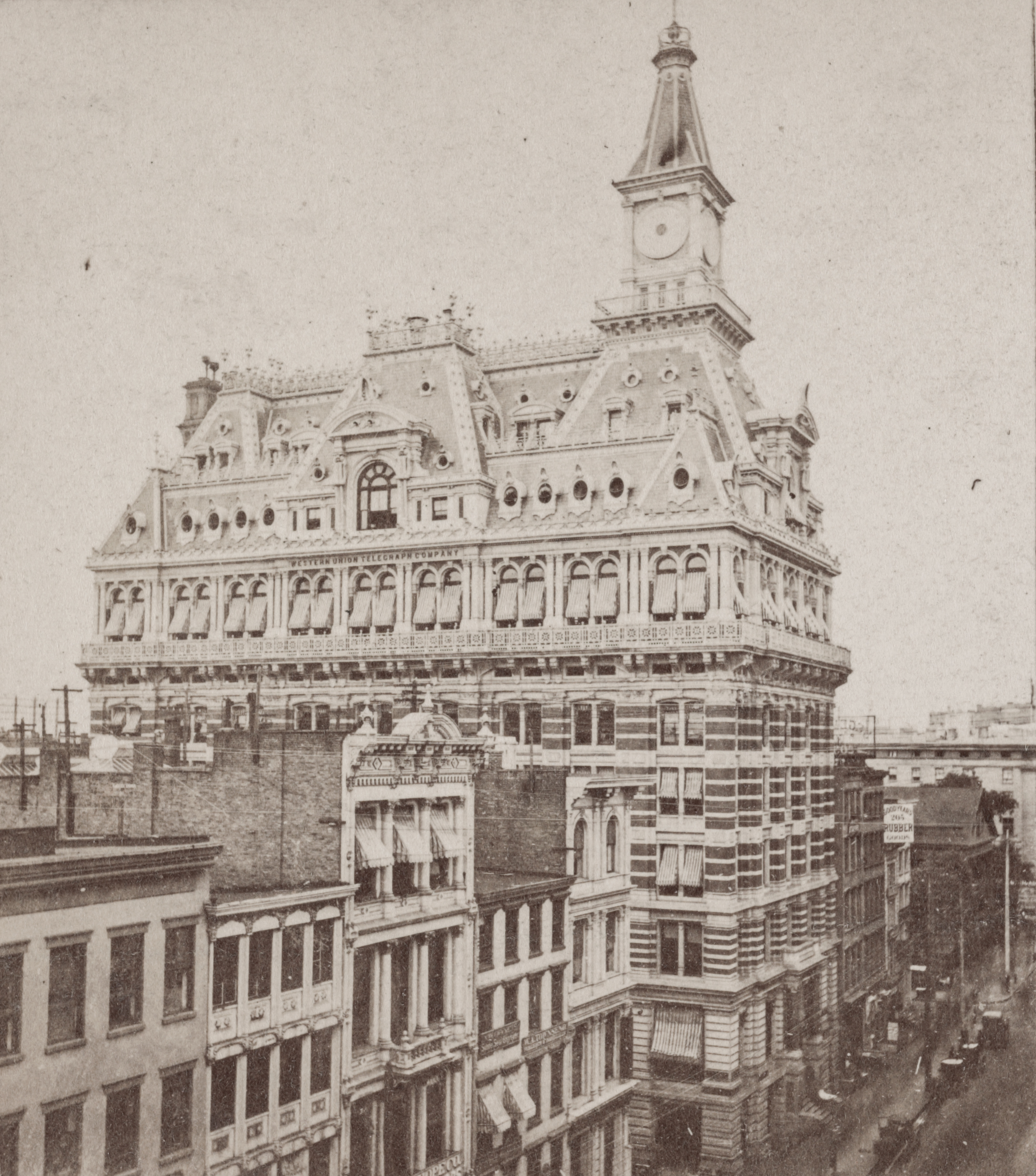
Le Western Union Telegraph Building était auparavant situé sur le site du gratte-ciel d'aujourd'hui.

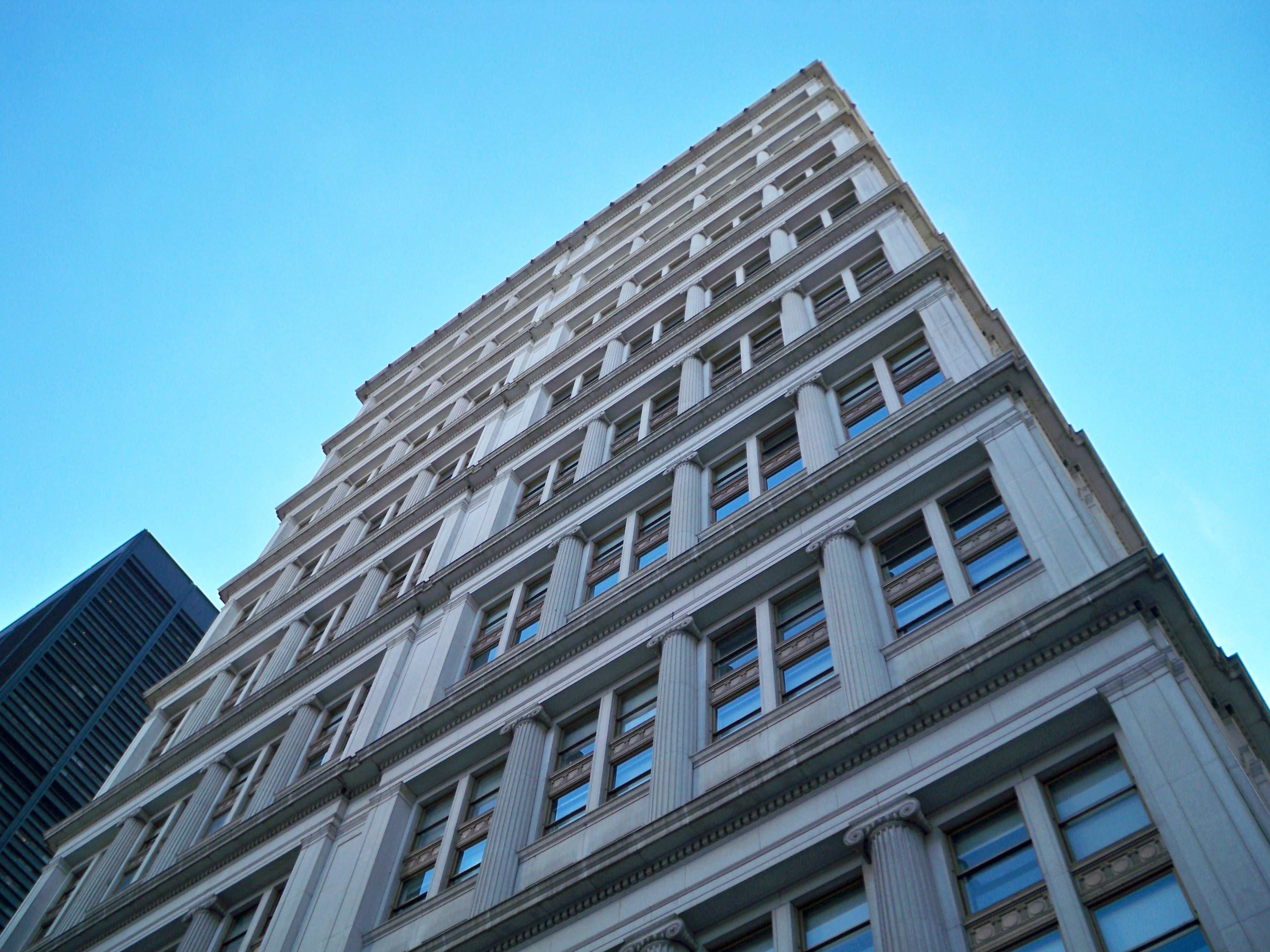
Façade du 195 Broadway près de Fulton Street

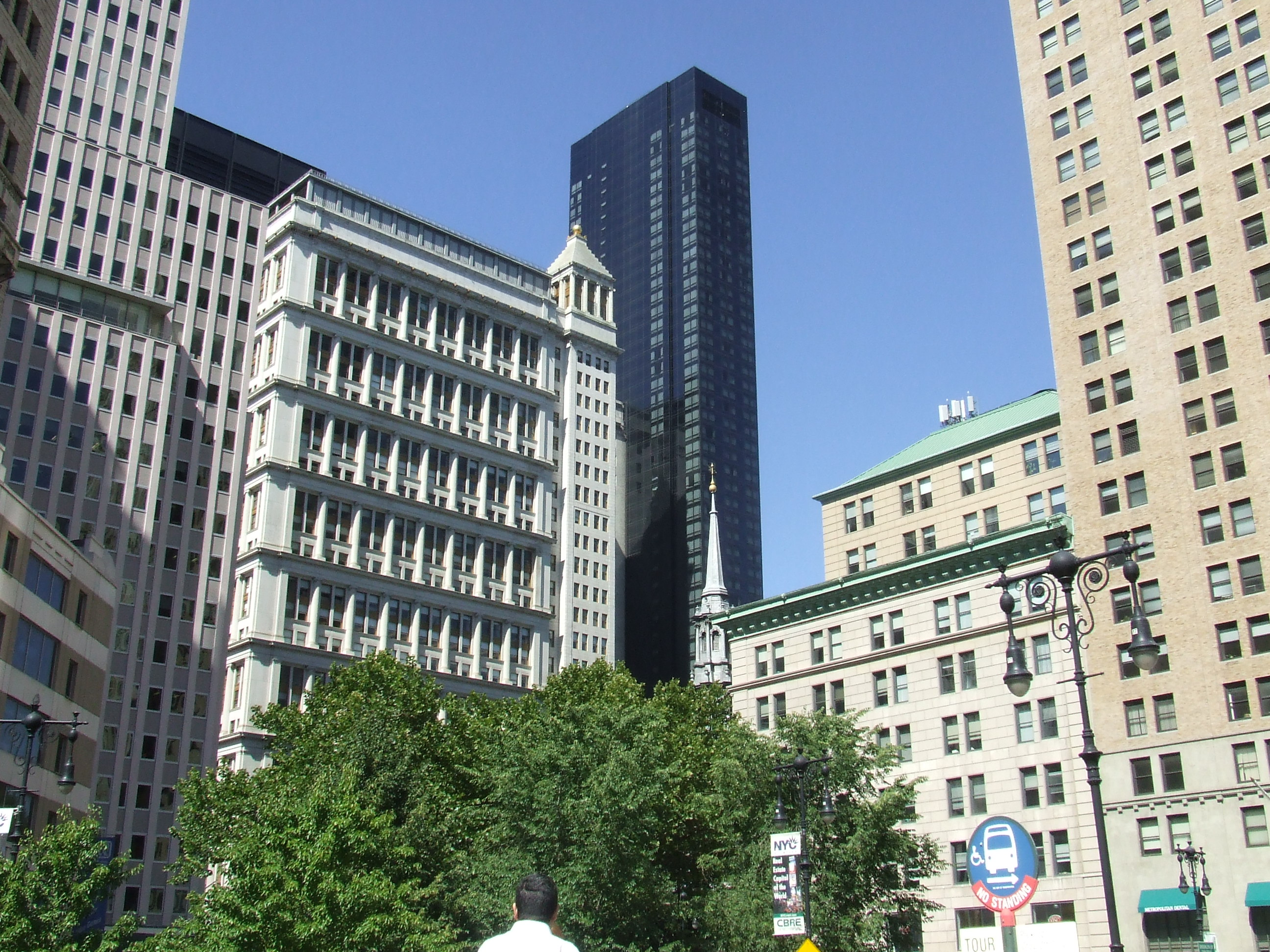
195 Broadway (centre gauche) vu de Park Row

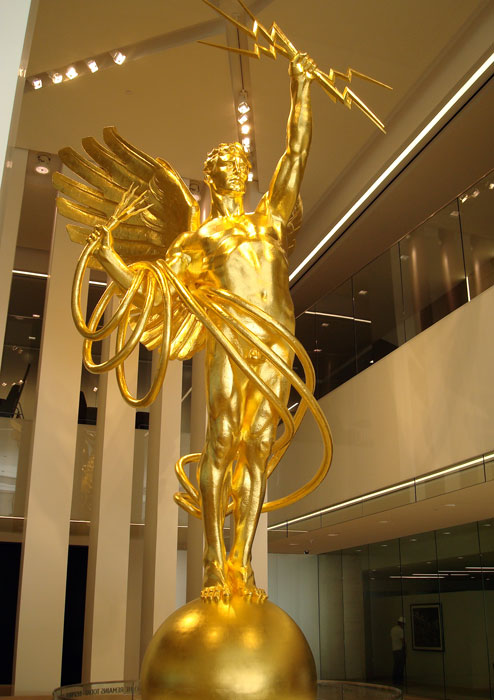
Spirit of Communication, anciennement dans le bâtiment AT&T

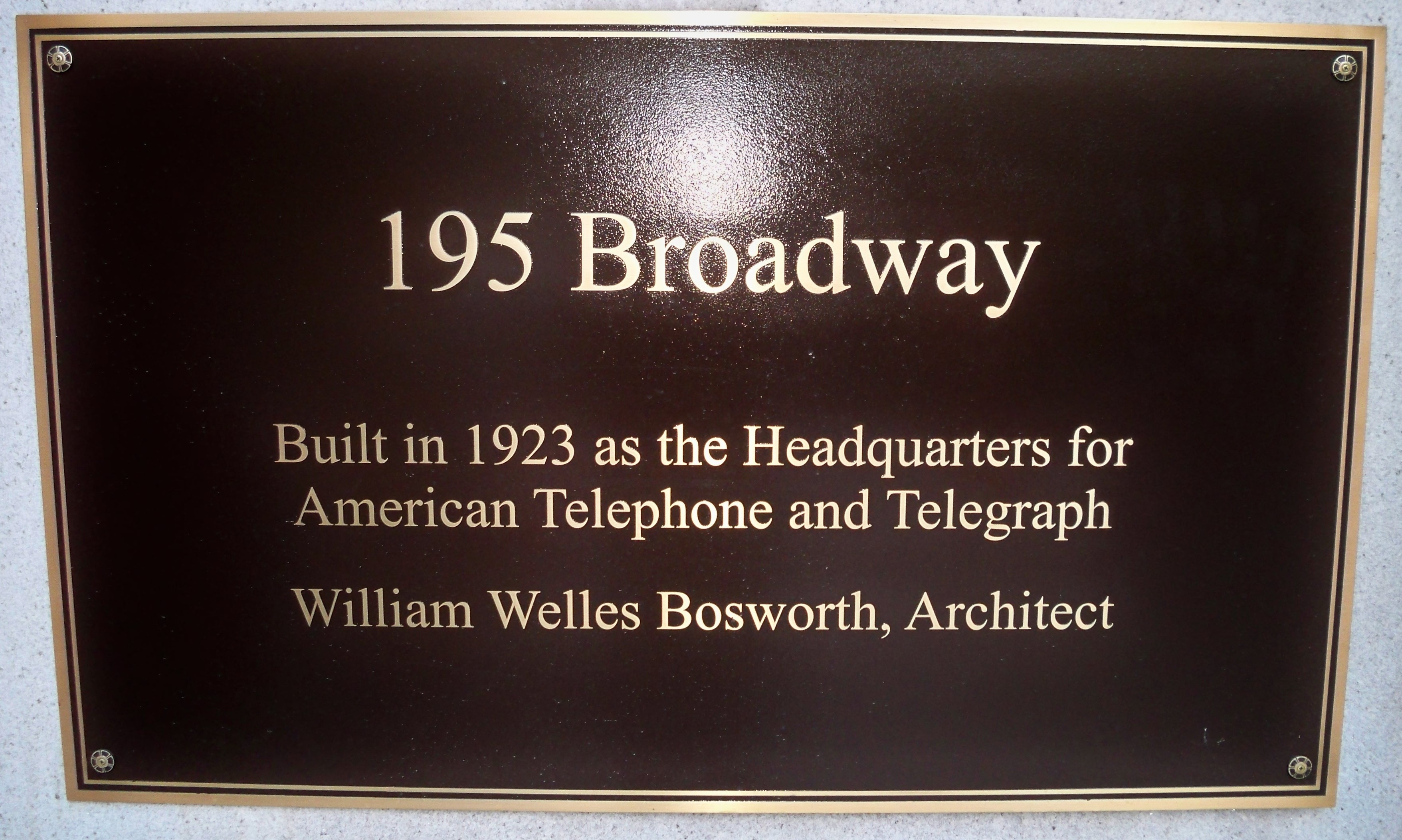
Plaque commémorative